# EFAF Atlantic Cup 2013
La EFAF Atlantic Cup 2013 è stata la quinta edizione dell'omonimo torneo, disputata nel 2013. È stata organizzata dalla EFAF.
Ha avuto inizio il 29 giugno e si è conclusa il giorno seguente con la finale di Tallaght vinta per 26-0 dai nordirlandesi Belfast Trojans sugli irlandesi del Trinity College.
Al campionato hanno preso parte 4 squadre.

## Stadi
Distribuzione degli stadi della EFAF Atlantic Cup 2013
| Tallaght                  |
| ------------------------- |
| Tallaght Stadium          |
| 53°17′00.6″N 6°22′25.46″W |
| Capacità: 6 000           |
| Altitudine: 90 mslm       |
|                           |

## Squadre partecipanti
| Club                    | Città      | Stadio | Sponsor ufficiale | Risultato nella stagione 2012 |
| ----------------------- | ---------- | ------ | ----------------- | ----------------------------- |
| Amersfoort Untouchables | Amersfoort |        |                   |                               |
| Belfast Trojans         | Belfast    |        |                   | Campioni d'Irlanda            |
| Brussels Tigers         | Bruxelles  |        |                   | Campioni del Belgio           |
| Trinity College         | Dublino    |        |                   |                               |

## Tabellone
|  | Semifinali              | Semifinali              | Semifinali      |                 |                 | Finale                  | Finale                  | Finale               |  |
|  |                         |                         |                 |                 |                 |                         |                         |                      |  |
|  | Belfast Trojans         | Belfast Trojans         | 30              |                 |                 |                         |                         |                      |  |
|  | Belfast Trojans         | Belfast Trojans         | 30              |                 |                 |                         |                         |                      |  |
|  | Amersfoort Untouchables | Amersfoort Untouchables | 6               |                 |                 |                         |                         |                      |  |
|  | Amersfoort Untouchables | Amersfoort Untouchables | 6               |                 | Belfast Trojans | Belfast Trojans         | 26                      |                      |  |
|  |                         |                         |                 |                 | Belfast Trojans | Belfast Trojans         | 26                      |                      |  |
|  |                         |                         | Trinity College | Trinity College | 0               |                         |                         |                      |  |
|  | Trinity College         | Trinity College         | Trinity College | Trinity College | 0               | 12                      |                         |                      |  |
|  | Trinity College         | Trinity College         |                 |                 |                 | 12                      |                         |                      |  |
|  | Brussels Tigers         | Brussels Tigers         | 10              |                 |                 | Finale 3º - 4º posto    | Finale 3º - 4º posto    | Finale 3º - 4º posto |  |
|  | Brussels Tigers         | Brussels Tigers         | 10              |                 |                 |                         |                         |                      |  |
|  |                         |                         |                 |                 |                 |                         |                         |                      |  |
|  |                         |                         |                 |                 |                 | Brussels Tigers         | Brussels Tigers         | 7                    |  |
|  |                         |                         |                 |                 |                 | Brussels Tigers         | Brussels Tigers         | 7                    |  |
|  |                         |                         |                 |                 |                 | Amersfoort Untouchables | Amersfoort Untouchables | 0                    |  |

## Calendario

### Semifinali
| Tallaght 29 giugno 2013 | Belfast Trojans | 30 – 6 | Amersfoort Untouchables | Tallaght Stadium |

| Tallaght 29 giugno 2013 | Trinity College | 12 – 10 | Brussels Tigers | Tallaght Stadium |

### Finale 3º - 4º posto
| Tallaght 30 giugno 2013 | Brussels Tigers | 7 – 0 | Amersfoort Untouchables | Tallaght Stadium |

### Finale
| Tallaght 30 giugno 2013 | Belfast Trojans | 26 – 0 | Trinity College | Tallaght Stadium |

## Classifica
La classifica finale è la seguente:
- PCT = percentuale di vittorie, G = partite giocate, V = partite vinte, P = partite perse, PF = punti fatti, PS = punti subiti
- La vittoria finale è indicata in verde

| Pos. | Squadra                 | %V    | G | V | P | PF | PS |
| ---- | ----------------------- | ----- | - | - | - | -- | -- |
| 1    | Belfast Trojans         | 1.000 | 2 | 2 | 0 | 56 | 6  |
| 2    | Trinity College         | .667  | 2 | 1 | 1 | 12 | 36 |
| 3    | Brussels Tigers         | .333  | 2 | 1 | 1 | 17 | 12 |
| 4    | Amersfoort Untouchables | .000  | 2 | 0 | 2 | 6  | 37 |

## Verdetti
- Belfast Trojans Vincitori della EFAF Atlantic Cup 2013